# Гумрамахи
Гумрамахи (дарг. Гумрамахьи) — село в Акушинском районе Дагестана. Входит в состав сельского поселения «Сельсовет „Акушинский“».

## Географическое положение
Расположено в 3 км к югу от районного центра села Акуша, на левом берегу реки Акуша.

## Население
| 1926 | 1939 | 1970 | 1989 | 2002 | 2010 | 2021 |
| ---- | ---- | ---- | ---- | ---- | ---- | ---- |
| 151  | ↘55  | ↗248 | ↗278 | ↗610 | ↗644 | ↗844 |